# Schulpstet
Schulpstet is een buurtschap in de gemeente Castricum, in de Nederlandse provincie Noord-Holland. Het ligt ingeklemd tussen het dorp Bakkum en het dorp Castricum. Formeel valt het grotendeels onder Bakkum.
De naam van de plaats komt voort uit de schelpenindustrie. Een skulpstet is de West-Friese benaming voor de plaats of plek (stet) waar de schelpen (skulp(en)) die met karren van het strand afkwamen werden gelost om vervolgens op schepen te worden geladen voor transport naar de kalkovens of kalkbranderijen. In het Nederlands duidt men zo'n plaats vaak aan als een schulpstet. Langs de kust waren er veel van deze plaatsen. De vissers die de schelpen uit de zee of aan de vloedlijn van het strand haalden, worden in het West-Fries ook skulpers genoemd, in het Nederlands gewoon schelpenvissers, een beroep dat nog steeds bestaat. In de 16e en 17e eeuw kende de schelpenvisserij een sterke bloei en er ontstond een echte schelpenindustrie. Schulpstet is ook in deze periode ontstaan als een woonbuurtje bij deze los- en laadplek ten zuidoosten van Bakkum.
Via de schulpvaart werd de lading schelpen per boot vervoerd naar de kalkovens in Akersloot.
Schulpstet bleef bewoond toen de schelpenindustrie in elkaar zakte. Het buurtje was aan de zuidkant van de eigenlijke los- en laadplek ontstaan. Het bleef in de 18e en 19e eeuw een vrij kleine plaats. Maar aan het eind van de 19e eeuw en vooral aan het begin van de 20e eeuw groeide het al enigszins, net als Bakkum. Na de Tweede Wereldoorlog zette de echte groei zich in. Terwijl Schulpstet zich in de richting van de oude los- en laadplek naar het noorden uitbreidde, groeide Bakkum naar het zuiden toe. Ook het zuidelijker gelegen Castricum werd door gestage uitbreiding één geheel met Schulpstet. Sinds het einde van de 20e eeuw is Schulpstet nauwelijks meer te herkennen als een aparte buurtschap ten opzichte van de twee aangrenzende plaatsen. Het merendeel wordt als een deel van het dorp Bakkum beschouwd, een klein deel hoort tot het gebied van Castricum.